# 週刊 蒸気機関車C62を作る
『週刊 蒸気機関車C62を作る』（しゅうかん じょうききかんしゃ C62をつくる）は、デアゴスティーニ・ジャパンから発行されていたディスプレイモデル制作を目的とした分冊百科である。

## 概要
各号に冊子と主に真鍮を用いた金属製の部品が附属しており、全号購入すると、1/24スケール（Gゲージサイズ準拠）のC62 2号機蒸気機関車の台座付き模型（いわゆるブラスモデル）が制作できる。シリーズ監修はいのうえ・こーいち。
第1号にはシリーズの解説やC62の映像が収録されたシリーズガイドとスタートアップDVDが付属した。
2007年8月28日に創刊され、2009年8月11日まで全100号が刊行された。毎週火曜日発売。価格は創刊号が990円、それ以降は1890円（消費税込）である。
専用バインダーも発売され、1冊に本誌約20冊を綴じることができる。価格は1290円（税込）。
珊瑚模型店からディティールアップパーツが販売された。

## コーナー
蒸気機関車百景
いのうえ・こーいちが撮り溜めた写真から、各地の蒸気機関車や撮影時のエピソードなどを紹介する。
百景の中の名機たち
『蒸気機関車百景』で採り上げた路線で活躍した蒸気機関車を紹介する。
蒸気機関車列伝
蒸気機関車の各形式・仕様について、その特徴や諸元などを解説する。
C62メカニックファイル
梅小路蒸気機関車館保存のC62 2号機の写真とイラストを元に、各部分の構造や機能を解説する。1号から85号までと95号に掲載。
C62「49両50年」の物語
各地でのC62の活躍を紹介する。86号から91号まで『C62メカニックファイル』に替わり掲載。
C62 ペイント･ワーク
組み立てたC62を塗装するコツなどを説明する。92号から100号まで『C62「49両50年」の物語』に替わり掲載。
ステップ･バイ･ステップ
各号に付属する部品の組み立て方を説明する。

## プレゼント
公式サイトから定期購読を申し込むとオリジナルマウスパッドが、100号まで購読すると特製ケースと特急つばめのヘッドマークがもらえる。応募は2009年11月末日必着。